# Bancor
De bancor was een supranationale munt die John Maynard Keynes en E.F. Schumacher in de jaren 1940-'42 conceptualiseerden en die het Verenigd Koninkrijk voornemens was na de Tweede Wereldoorlog in te voeren. Deze nieuwe supranationale munt zou dan in de internationale handel worden gebruikt als een rekeneenheid in een multilateraal ruilhandel-clearingssysteem - de International Clearing Union - die samen met de bancor zou moeten worden opgericht. Keynes' voorstel werd het officiële ontwerp van het Verenigd Koninkrijk op de Conferentie van Bretton Woods in juli 1944, maar het werd niet geaccepteerd.

## 21e eeuw
Het bancor-concept dook weer op na de Kredietcrisis van 2007-2008. Zhou Xiaochuan, Chinees econoom en gouverneur van de Centrale Bank van de Volksrepubliek China, verdedigde het voorstel van Keynes in een toespraak in maart 2009. Hij stelde voor om de speciale trekkingsrechten van het Internationaal Monetair Fonds te gebruiken als internationale reservemunt. Aangezien het Triffindilemma het onmogelijk maakt om een nationale valuta als internationale reservemunt te gebruiken, is het volgens hem noodzakelijk om een niet-soevereine valuta te kiezen.

## Noot
1. ↑  (en) E.F. Schumacher, 'Multilateral Clearing', Economica, New Series, vol. 10, nr. 38 (mei 1943), blz. 150-165.
2. ↑  (en) Raymond Mikesell, The Bretton Woods debates: a memoir. Princeton-universiteit (maart 1994). Gearchiveerd op 2 november 2019.
3. ↑  (en) Zhou Xiaochuan, Zhou Xiaochuan: Reform the international monetary system (23 maart 2009). Gearchiveerd op 22 september 2023.